# Liste des députés de la huitième législature du Landtag de Rhénanie-Palatinat
Cette liste présente les 100 membres de la 8e législature du Landtag de Rhénanie-Palatinat au moment de leur élection le 9 mars 1975 lors des élections régionales de 1975 en Rhénanie-Palatinat. Elle présente les élus du land et précise si l'élu a été élu dans le cadre d'une des 4 circonscriptions.

## Répartition des sièges

Répartition des sièges du Landtag de Rhénanie-Palatinat en 1975

| Parti | Parti                                        | Voix      | Voix  | Sièges  | Sièges        | Sièges | Sièges | Sièges |
| Parti | Parti                                        | Votes     | %     | Députés | +/-           |        |        |        |
| ----- | -------------------------------------------- | --------- | ----- | ------- | ------------- | ------ | ------ | ------ |
|       | Union chrétienne-démocrate d'Allemagne (CDU) | 1 143 360 | 53,92 | 55      | 3             |        |        |        |
|       | Parti social-démocrate d'Allemagne (SPD)     | 817 018   | 38,53 | 40      | 2             |        |        |        |
|       | Parti libéral-démocrate (FDP)                | 118 762   | 5,60  | 5       | 1             |        |        |        |
|       |                                              |           |       |         |               |        |        |        |
| Total | Total                                        | 2 141 144 | 100   | 100     | en stagnation |        |        |        |

## Élus
| Circonscription           | Nom                   |  | Parti |
| ------------------------- | --------------------- |  | ----- |
| Troisième circonscription | Otto Bardong          |  | CDU   |
| Quatrième circonscription | Hans Blinn            |  | SPD   |
| Troisième circonscription | Kurt Böckmann         |  | CDU   |
| Quatrième circonscription | Detlef Bojak          |  | SPD   |
| Quatrième circonscription | Gisela Büttner        |  | CDU   |
| Troisième circonscription | Hans-Dieter Busch     |  | CDU   |
| Première circonscription  | Hans Dahmen           |  | CDU   |
| Deuxième circonscription  | Werner Danz           |  | FDP   |
| Quatrième circonscription | Alois Dauenhauer      |  | CDU   |
| Première circonscription  | Karl Deres            |  | CDU   |
| Deuxième circonscription  | Wilhelm Dröscher      |  | SPD   |
| Quatrième circonscription | Hermann Eicher        |  | FDP   |
| Première circonscription  | Helmut Fink           |  | SPD   |
| Première circonscription  | Johann Wilhelm Gaddum |  | CDU   |
| Première circonscription  | Rudi Geil             |  | CDU   |
| Quatrième circonscription | Karl August Geimer    |  | CDU   |
| Troisième circonscription | Heiner Geißler        |  | CDU   |
| Troisième circonscription | Florian Gerster       |  | SPD   |
| Quatrième circonscription | Peter Haberer         |  | CDU   |
| Quatrième circonscription | Bertram Hartard       |  | CDU   |
| Troisième circonscription | Gernot Heck           |  | CDU   |
| Quatrième circonscription | Walter Heid           |  | CDU   |
| Deuxième circonscription  | Jörg Heidelberger     |  | SPD   |
| Deuxième circonscription  | Rudolf Heidenblut     |  | CDU   |
| Première circonscription  | Hans Helzer           |  | SPD   |
| Deuxième circonscription  | Jürgen Henze          |  | SPD   |
| Première circonscription  | Susanne Hermans       |  | CDU   |
| Troisième circonscription | Maria Herr-Beck       |  | CDU   |
| Quatrième circonscription | Hans Herrmann         |  | SPD   |
| Première circonscription  | Willibald Hilf        |  | CDU   |
| Deuxième circonscription  | Heinrich Holkenbrink  |  | CDU   |
| Première circonscription  | Karl Hoppe            |  | CDU   |
| Troisième circonscription | Helmut Hüther         |  | SPD   |
| Deuxième circonscription  | Wolfgang Jenssen      |  | SPD   |
| Quatrième circonscription | Emil Wolfgang Keller  |  | CDU   |
| Quatrième circonscription | Hildegard Kerner      |  | SPD   |
| Première circonscription  | Werner Klein          |  | SPD   |
| Troisième circonscription | Gerhard Kneib         |  | CDU   |
| Première circonscription  | Paul Knüpper          |  | CDU   |
| Troisième circonscription | Helmut Kohl           |  | CDU   |
| Troisième circonscription | Lucie Kölsch          |  | SPD   |
| Deuxième circonscription  | Hans König            |  | SPD   |
| Première circonscription  | Gerhard Krempel       |  | CDU   |
| Deuxième circonscription  | Helga von Kügelgen    |  | CDU   |
| Deuxième circonscription  | Michael Kutscheid     |  | CDU   |
| Deuxième circonscription  | Paul Landsmann        |  | CDU   |
| Deuxième circonscription  | Horst Langes          |  | CDU   |
| Première circonscription  | Alfons Lauermann      |  | CDU   |
| Troisième circonscription | Hanna-Renate Laurien  |  | CDU   |
| Deuxième circonscription  | Ernst Lautenbach      |  | CDU   |
| Quatrième circonscription | Kurt Lechner          |  | CDU   |
| Troisième circonscription | Julius Lehlbach       |  | SPD   |
| Deuxième circonscription  | Günther Leonhart      |  | SPD   |
| Deuxième circonscription  | Paul Loosen           |  | CDU   |
| Deuxième circonscription  | Waldemar Lübke        |  | SPD   |
| Première circonscription  | Theo Lück             |  | SPD   |
| Troisième circonscription | Theo Magin            |  | CDU   |
| Deuxième circonscription  | Edgar Mais            |  | SPD   |
| Deuxième circonscription  | Walter Mallmann       |  | CDU   |
| Deuxième circonscription  | Albrecht Martin       |  | CDU   |
| Quatrième circonscription | Philipp Mayer         |  | SPD   |
| Première circonscription  | Otto Meyer            |  | CDU   |
| Première circonscription  | Carlheinz Moesta      |  | SPD   |
| Première circonscription  | Fritz Mohr            |  | CDU   |
| Première circonscription  | Konrad Mohr           |  | CDU   |
| Quatrième circonscription | Karl Walter Müller    |  | SPD   |
| Quatrième circonscription | Clemens Nagel         |  | SPD   |
| Troisième circonscription | Michael Reitzel       |  | SPD   |
| Quatrième circonscription | Kurt Rocker           |  | CDU   |
| Troisième circonscription | Rainer Rund           |  | SPD   |
| Première circonscription  | Franz Schaaf          |  | CDU   |
| Troisième circonscription | Jakob Schadt          |  | SPD   |
| Troisième circonscription | Fritz Schalk          |  | SPD   |
| Première circonscription  | Rudolf Scharping      |  | SPD   |
| Deuxième circonscription  | Günther Schartz       |  | CDU   |
| Quatrième circonscription | Walter Schellenberger |  | FDP   |
| Première circonscription  | Manfred Scherrer      |  | SPD   |
| Quatrième circonscription | Ludwig Schleifer      |  | SPD   |
| Première circonscription  | Ulrich Schmalz        |  | CDU   |
| Deuxième circonscription  | Josef Schmidt         |  | CDU   |
| Deuxième circonscription  | Walter Schmitt        |  | CDU   |
| Deuxième circonscription  | Kurt Schöllhammer     |  | SPD   |
| Troisième circonscription | Hans-Otto Scholl      |  | FDP   |
| Deuxième circonscription  | Willi Schrot          |  | CDU   |
| Troisième circonscription | Peter Schuler         |  | CDU   |
| Deuxième circonscription  | Wolfgang Schumann     |  | SPD   |
| Quatrième circonscription | Günther Schwamm       |  | SPD   |
| Première circonscription  | Heinz Schwarz         |  | CDU   |
| Première circonscription  | Hans Schweitzer       |  | SPD   |
| Première circonscription  | Heinz Sondermann      |  | SPD   |
| Troisième circonscription | Ursula Starlinger     |  | CDU   |
| Première circonscription  | Gerhard Steen         |  | SPD   |
| Quatrième circonscription | Manfred Stumpf        |  | SPD   |
| Deuxième circonscription  | Otto Theisen          |  | CDU   |
| Troisième circonscription | Karl Thorwirth        |  | SPD   |
| Quatrième circonscription | Herbert Trautmann     |  | CDU   |
| Troisième circonscription | Wilhelm Ulmen         |  | FDP   |
| Troisième circonscription | Bernhard Vogel        |  | CDU   |
| Première circonscription  | Heinz Peter Volkert   |  | CDU   |
| Quatrième circonscription | Theo Vondano          |  | CDU   |
| Quatrième circonscription | Herbert Waldenberger  |  | CDU   |
| Quatrième circonscription | Werner Weiß           |  | CDU   |
| Quatrième circonscription | Karl-Heinz Werle      |  | SPD   |
| Troisième circonscription | Karl-Heinz Weyrich    |  | SPD   |
| Troisième circonscription | Hans-Otto Wilhelm     |  | CDU   |
| Première circonscription  | Paul Wingendorf       |  | CDU   |
| Deuxième circonscription  | Günther Wollscheid    |  | CDU   |
| Deuxième circonscription  | August Zeuner         |  | CDU   |
| Quatrième circonscription | Dieter Ziegler        |  | CDU   |
| Deuxième circonscription  | Robert Zingen         |  | CDU   |
| Troisième circonscription | Walter Zuber          |  | SPD   |